# Gốc chặt

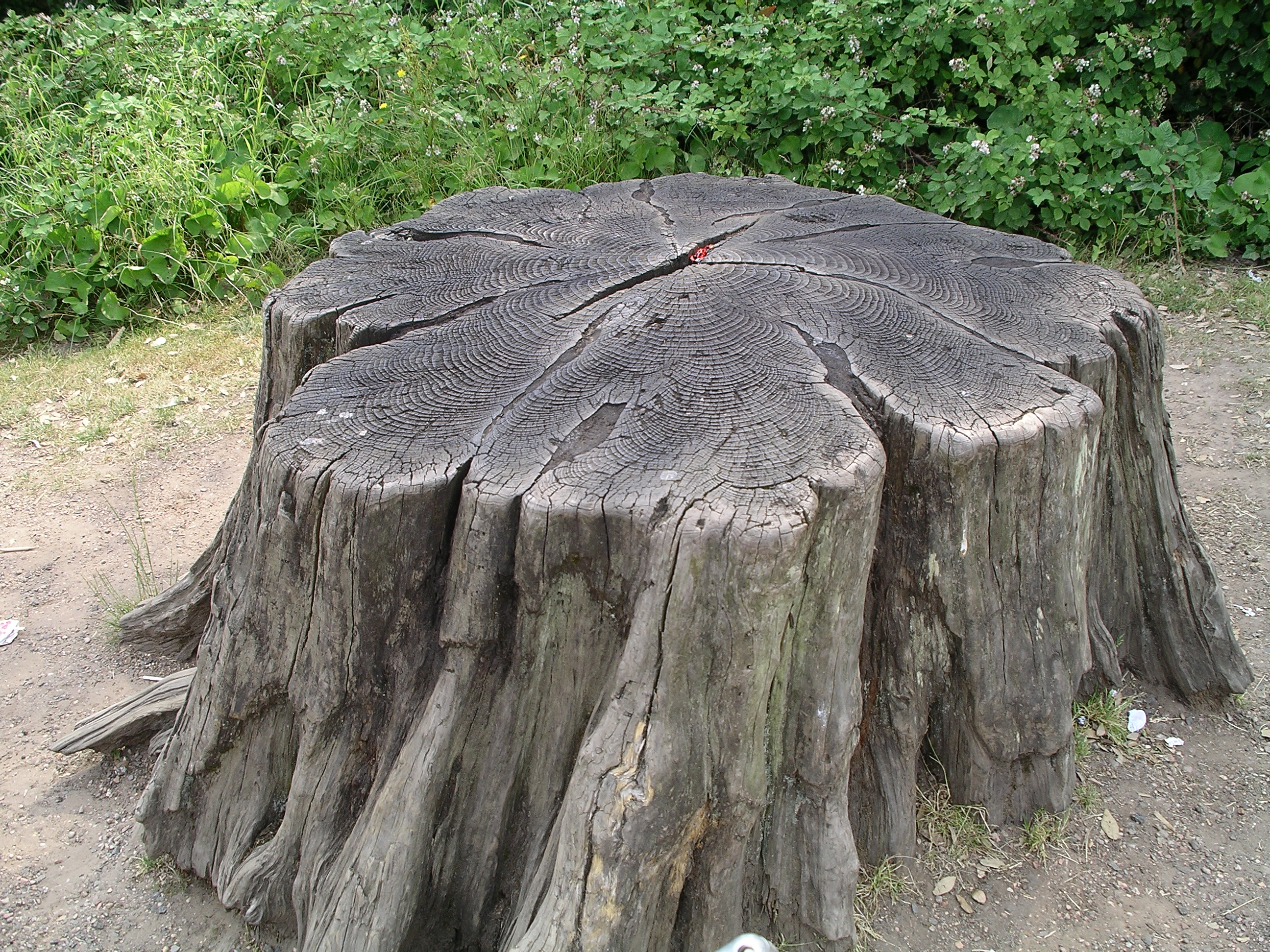
Một gốc chặt khoảng 37 năm sau khi cây bị đốn hạ

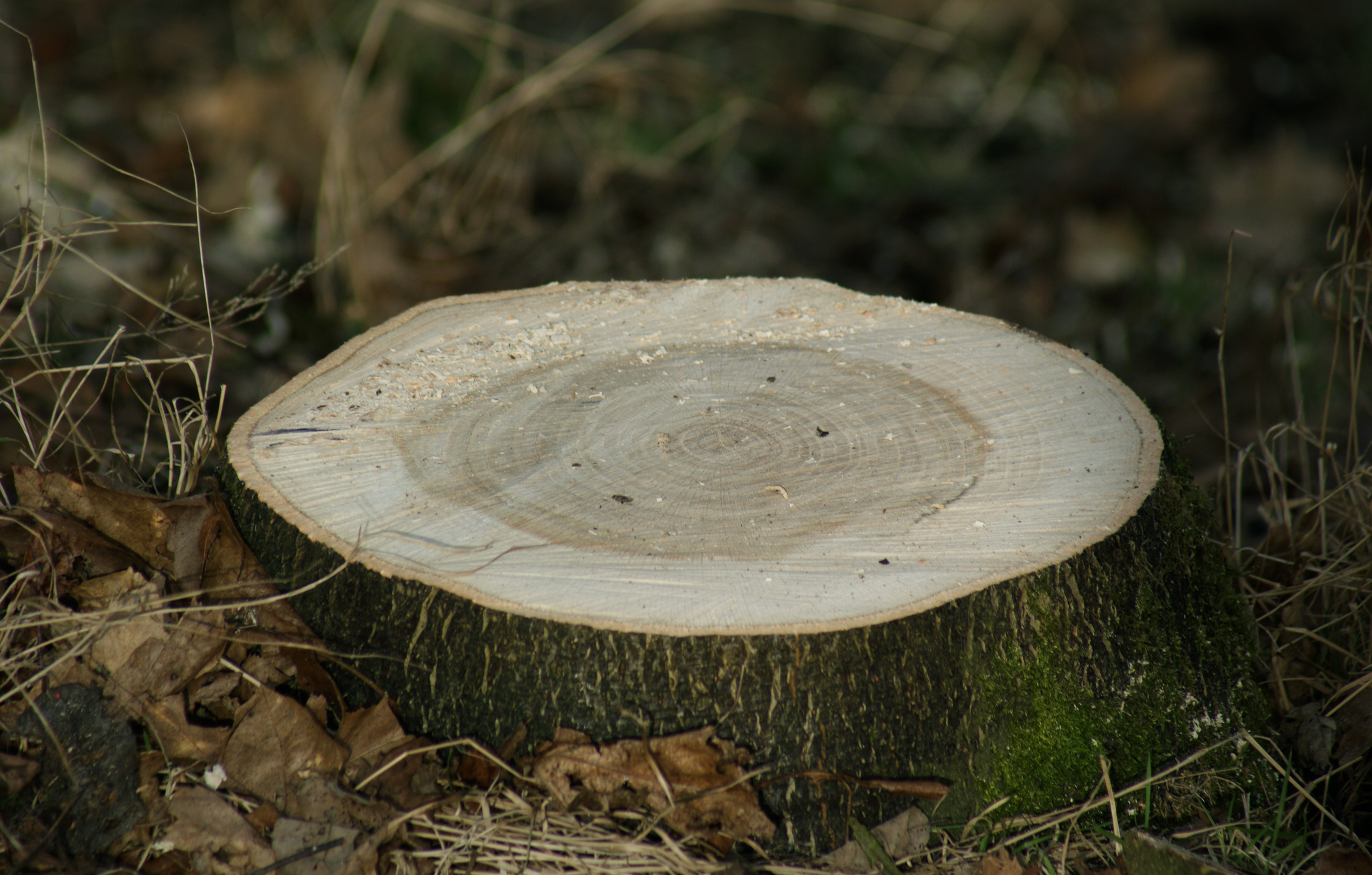
Một gốc cây 2 giờ sau khi bị cưa đổ

Sau khi một cây bị chặt và đốn hạ, gốc chặt hoặc gốc đốn thường là một phần nhỏ còn lại của thân cây với rễ vẫn còn trong lòng đất. Gốc chặt cũng được tạo ra sau khi cây chết bị gãy hoặc trong trường hợp bị gió làm ngã đổ thân cây đang sống.
Một gốc chặt bao gồm:
1. Gỗ thân cây: phần thân cây còn lại trên mặt đất.
2. Gốc gỗ: toàn bộ phần dưới lòng đất của cây. Hệ thống rễ này có giá trị sử dụng thấp hơn gỗ thân cây và có thể được loại bỏ một cách khó khăn. Tuy nhiên, nó có giá trị sinh thái.

Các gốc cây sau khi bị đổ có thể hiển thị các vòng xác định tuổi của cây. Nghiên cứu về những vòng tuổi của cây này được gọi là niên đại học thụ mộc (tiếng Anhː dendrochronologyː khoa học nghiên cứu tuổi thọ cây).

## Sự tái tạo

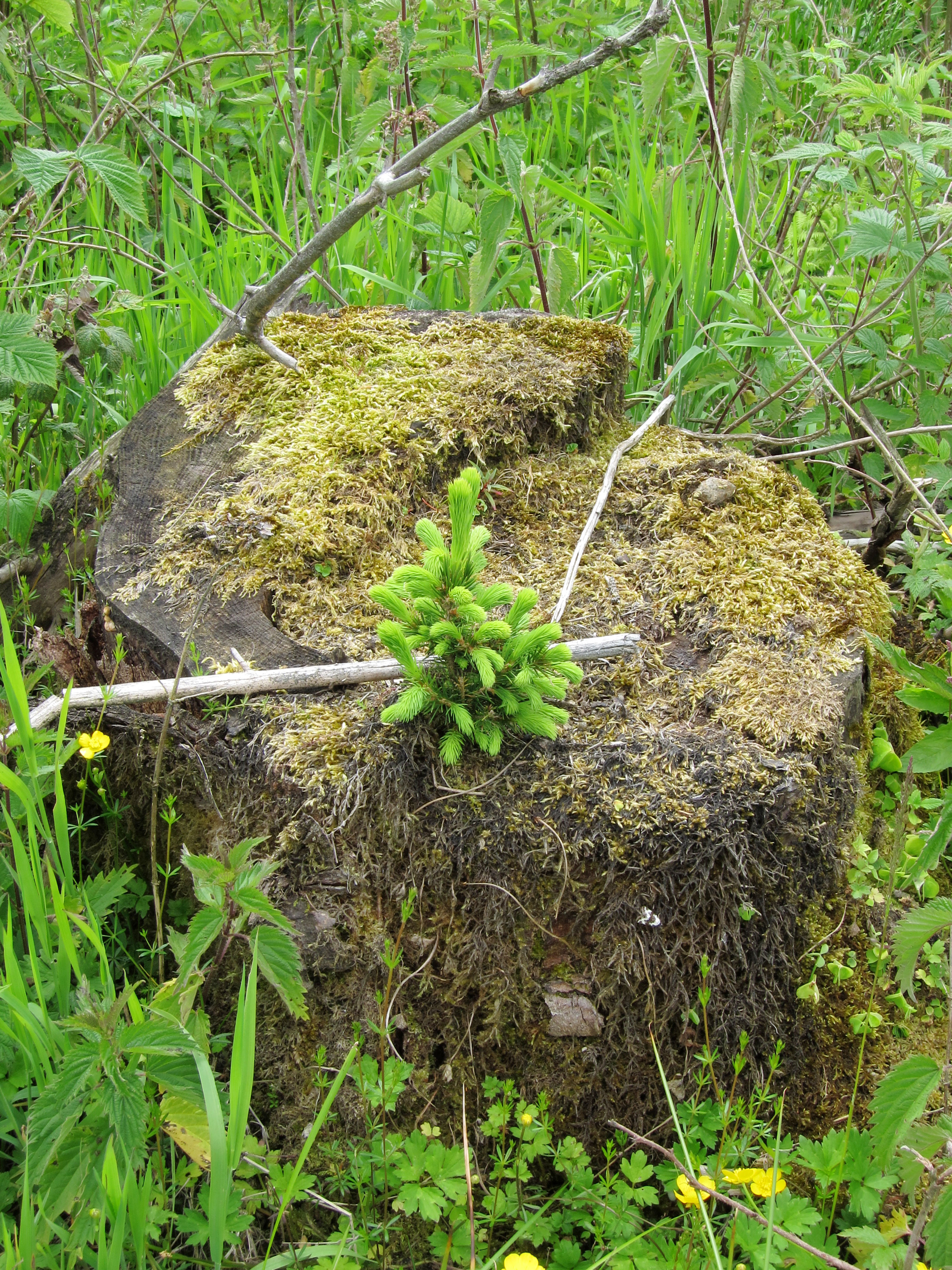
Một cây vân sam non phát triển trên gốc chặt của cây khác và hấp thụ dinh dưỡng phân hủy từ gốc chặt này

Những gốc cây bị chặt (cả trên mặt đất và gốc cây bị loại bỏ) đôi khi có thể tái sinh thành cây mới, gọi là gốc sống. Thông thường, một cây rụng lá đã bị chặt sẽ mọc lại ở nhiều nơi xung quanh mép gốc hoặc từ rễ, đặc biệt là một số cây gỗ như dẻ thơm, liễu, Carpinus betulus, đoạn và tần bì Fraxinus excelsior. Chúng có thể mọc thành cây nhiều thân, nhưng cũng có thể mọc liền nhau thành một thân.
Tùy thuộc vào mục đích chặt cây mà điều này có thể là mong muốn hoặc không mong muốn. Mầm gốc có thể phát triển rất nhanh và có thể tái tạo lại cây do cấu trúc rễ hiện có; tuy nhiên, phần bị cắt của thân cây có thể làm suy yếu mầm và đưa bệnh vào cây mới hình thành.
Quá trình cố tình chặt một cây thành gốc để mọc lại được gọi là dọn rừng  (coppicing).
Đôi khi gốc cây không chết sau nhiều năm, mặc dù không có sự phát triển đáng chú ý nào. Hệ thống rễ của gốc cây còn lại sau đó nhận chất dinh dưỡng từ những cây bên cạnh (hiện tượng liền rễ) và có thể sống tiếp trong một thời gian. Các loài như thông trắng Pinus strobus và hạt dẻ Mỹ Castanea dentata có khả năng này.

## Loại bỏ gốc chặt

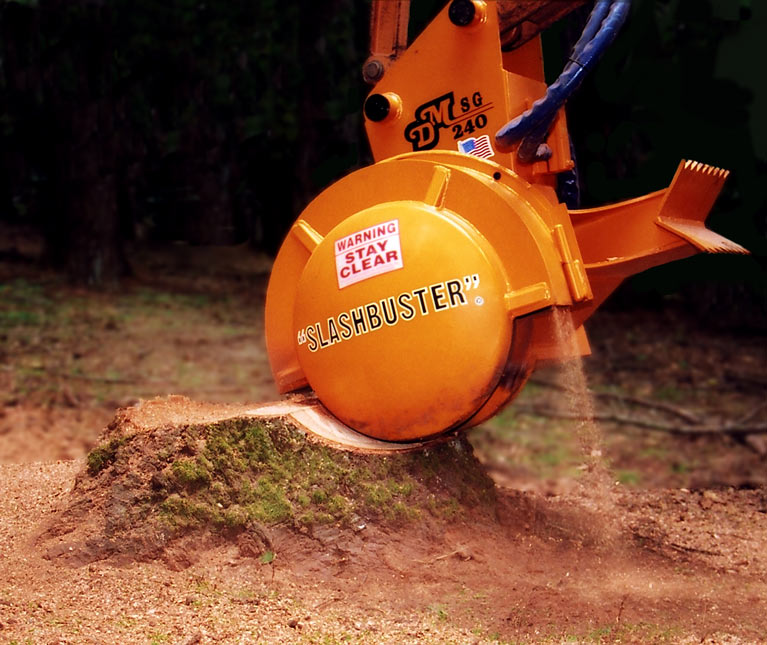
Máy mài gốc cây "Slashbuster" đang mài gốc cây gỗ cứng

Trong ngành làm vườn, gốc chặt thường là điều không mong muốn. Những gốc chặt khó gỡ khỏi mặt đất do hệ thống rễ. Chúng có thể được đào ra, cắt nhỏ bằng máy nghiền gốc hoặc đốt.
Chúng có thể được đào lên để loại bỏ nhanh chóng, điều này thường được thực hiện bằng máy xúc đối với những cây. Cũng có thể sử dụng máy đào hoặc máy mài gốc để loại bỏ hoàn toàn. Để làm gốc cây bị mục nát nhanh hơn có thể xẻ các rãnh trên bề mặt gốc để tạo điều kiện cho nấm và vi khuẩn gây thối rữa gỗ sinh sôi.
Một phương pháp phổ biến để loại bỏ gốc chặt là sử dụng sản phẩm hóa học, miễn là không cần kết quả ngay lập tức. Những chất phân hủy gốc cây này chủ yếu được làm từ kali nitrat (KNO3) và hoạt động bằng cách tăng nhanh sự phân rã của gốc cây. Hóa chất này cung cấp nitơ, một chất dinh dưỡng cho nấm gây thối cây. Các loại phân bón nitơ khác cũng có tác dụng tương tự. Sau trung bình 4 tuần 6 tháng, gốc cây sẽ bị thối rữa và dễ dàng bị phân mảnh thành các phần có thể thu gom dễ dàng hơn.
Nếu thời gian là yếu tố hạn chế, đốt gốc cây kèm kali nitrat sẽ hoạt động như một chất oxy hóa hiệu quả. Ngoài ra, nổ mìn gốc cũng được thực hiện trong những trường hợp đặc biệt vì hiệu quả cao nhưng có tính sát thương. Trong lịch sử, bột diêm tiêu được sử dụng để làm nổ các gốc cây.

## Thu hoạch gốc chặt
Trong các khu rừng trồng ở các vùng của châu Âu, đôi khi các gốc cây được kéo ra khỏi mặt đất bằng máy đào được sử dụng để cung cấp nhiên liệu gỗ cho các nhà máy điện sinh khối. Việc thu hoạch gốc chặt có thể cung cấp một thành phần gỗ quan trọng, ngày càng tăng theo yêu cầu của ngành điện đốt nhiên liệu.

## Vai trò sinh thái

### Hệ sinh thái rừng
Một gốc chặt có thể tạo thành một sinh cảnh, là nơi phát triển của nấm hoặc trú ẩn của côn trùng. Mặt khác, nó cũng là nơi xâm nhập của các loài gây hại gỗ như nấm rễ. Việc đốn hạ một cây lớn giúp dọn dẹp không gian, điều này tạo điều kiện cho các cá thể của thực vật mới phát triển tốt hơn hơn. Gốc chặt cũng cung cấp gỗ và khi bị phân hủy trong đất sẽ tạo ra chất mùn là nguồn dinh dưỡng cho các loài như nấm, côn trùng, thực vật khác... phát triển.
Ở vùng đồi núi, gốc chặt giúp ổn định sườn dốc cho đến khi thảm thực vật mới phát triển. Người ta ước tính đại khái rằng thời gian thối rữa của gốc chặt là một năm cho mỗi mười centimet chiều cao thân cây.

### Hệ sinh thái ven bờ
Ven bờ các thủy vực, gốc chặt cung cấp nơi trú ẩn cho các loài động vật khác nhau: cá, rái cá châu Âu. Thứ hai, rễ cây hạn chế sạt lở bờ. Do đó cần bảo tồn các gốc chặt khi cắt tỉa rừng ven sông, đặc biệt là vì một số cây đặc trưng sông nước như Alnus glutinosa thường tái sinh chồi từ gốc sống của chúng.

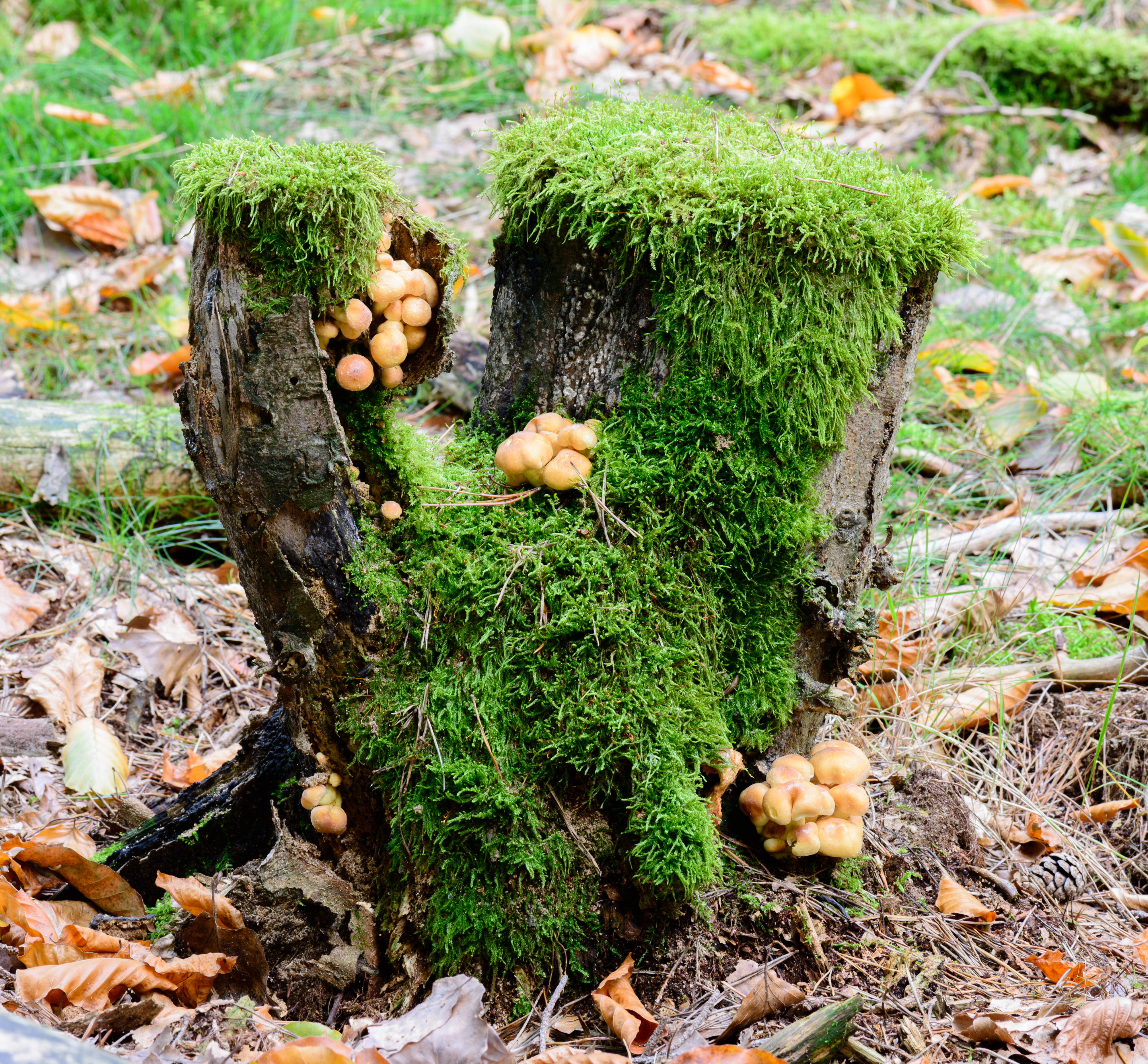
Nấm Hypholoma fasciculare mọc trên gốc chặt
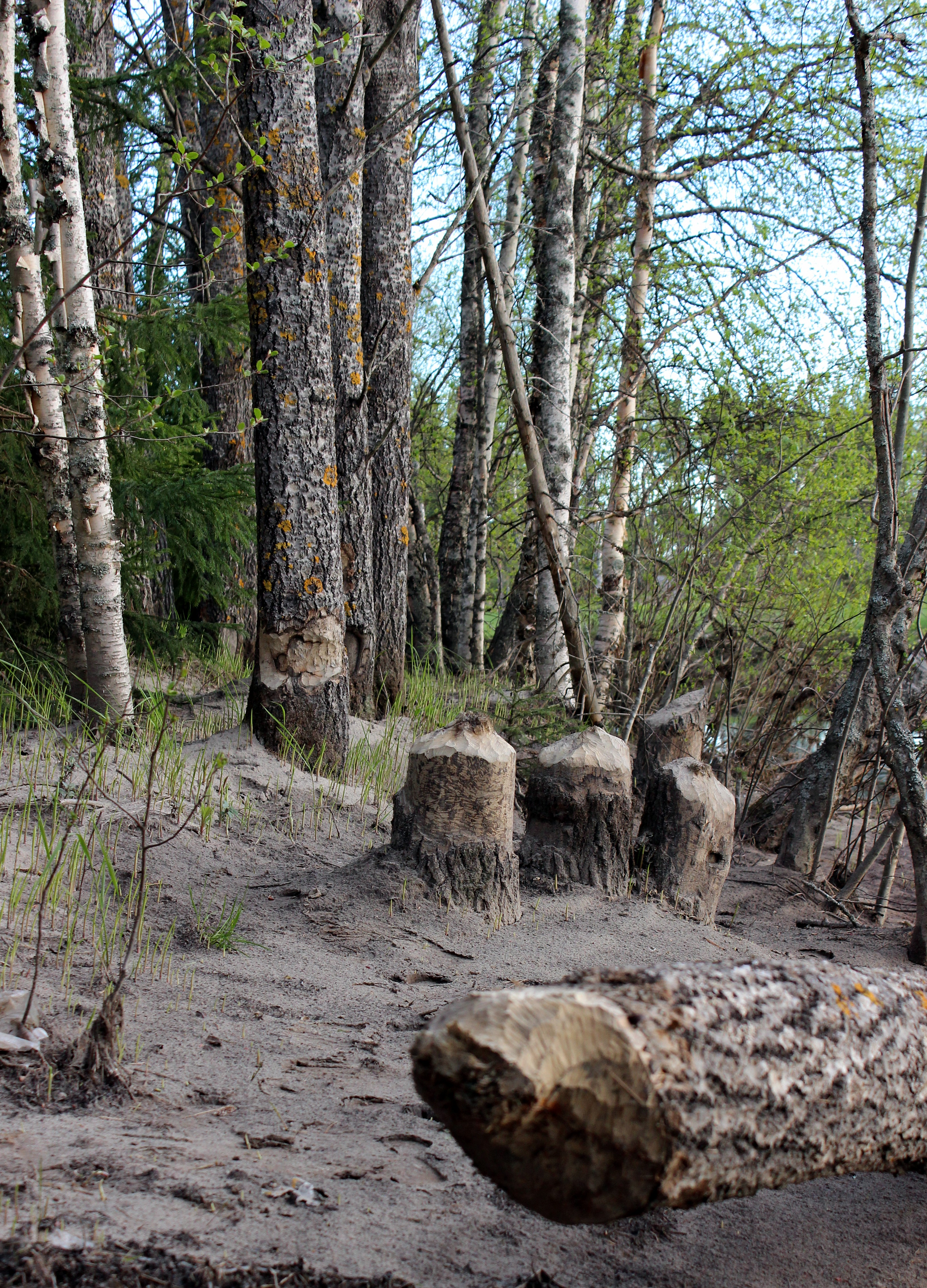
Gốc cây bị hải ly gặm nhấm ven sông Sanginjoki thuộc quận Sanginsuu ở Oulu, Phần Lan
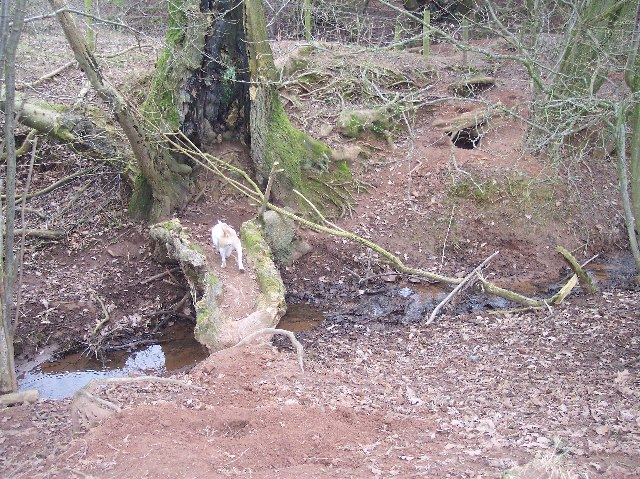
Một phần của cái cây đã bị đổ ngang qua dòng suối, tạo ra một cây cầu được sử dụng bởi quần thể lửng châu Âu
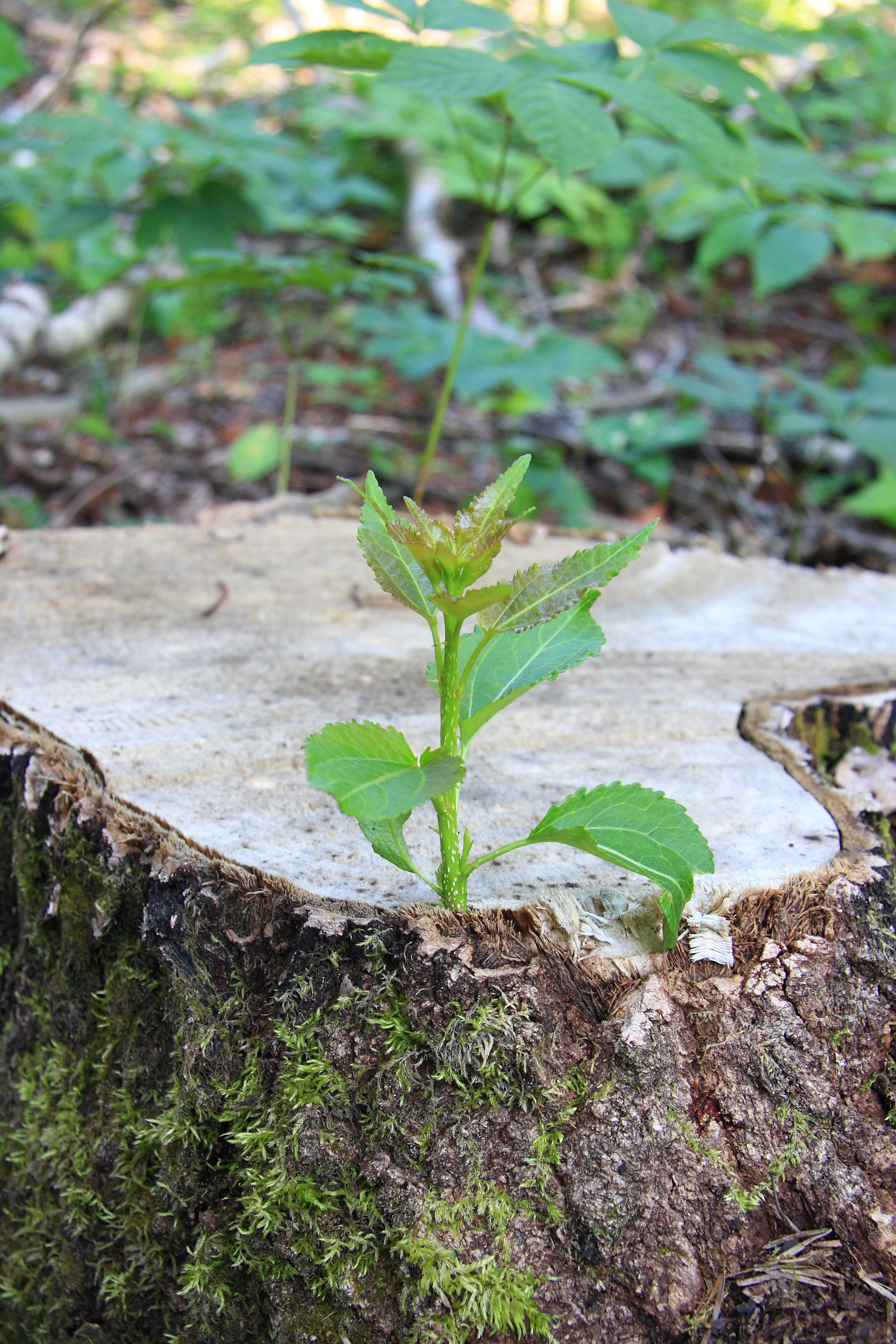
Chồi tái sinh trên gốc chặt của cây dương
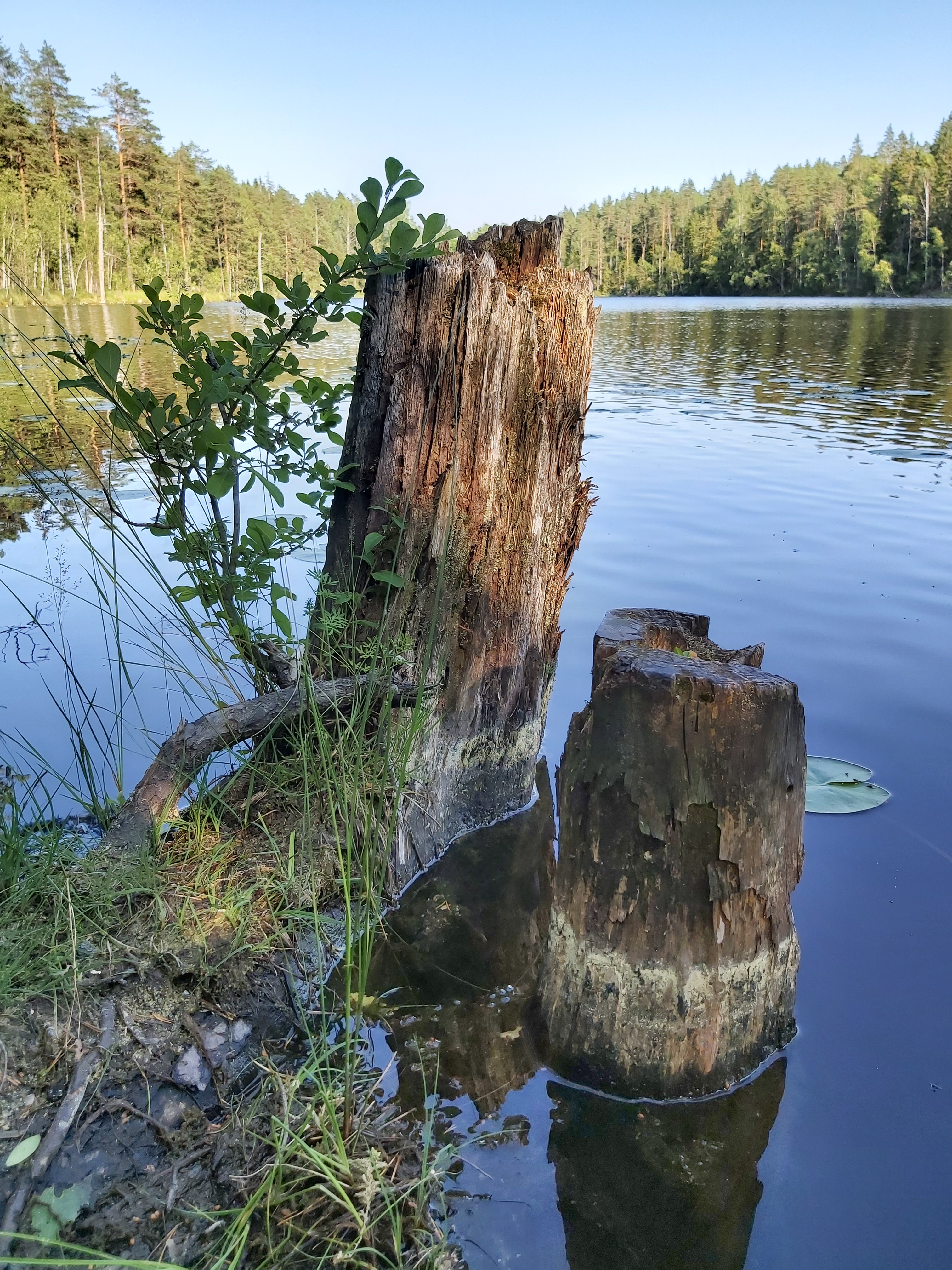
Gốc chặt bên bờ biển Valklampi ở Vườn quốc gia Nuuksio, Espoo, Phần Lan (2020)